# 나카노마치촌
나카노마치촌(中ノ町村)은 시즈오카현 도요다군·하마나군에 속했던 촌이다.
1954년에 하마마쓰시에 편입되어, 현재의 하마마쓰시 주오구 나카노정이다.

## 지리
하마마쓰 평야에 위치하며 텐류강 서안(우안)에 있었다. 원래는 텐류강의 동쪽과 강둑(왼쪽 강둑)에 있어 도요타군에 속해 있었으나, 텐류강의 유로가 변경되면서 서쪽 강둑으로 옮겨져 소속 군이 하마나군으로 변경되었다.

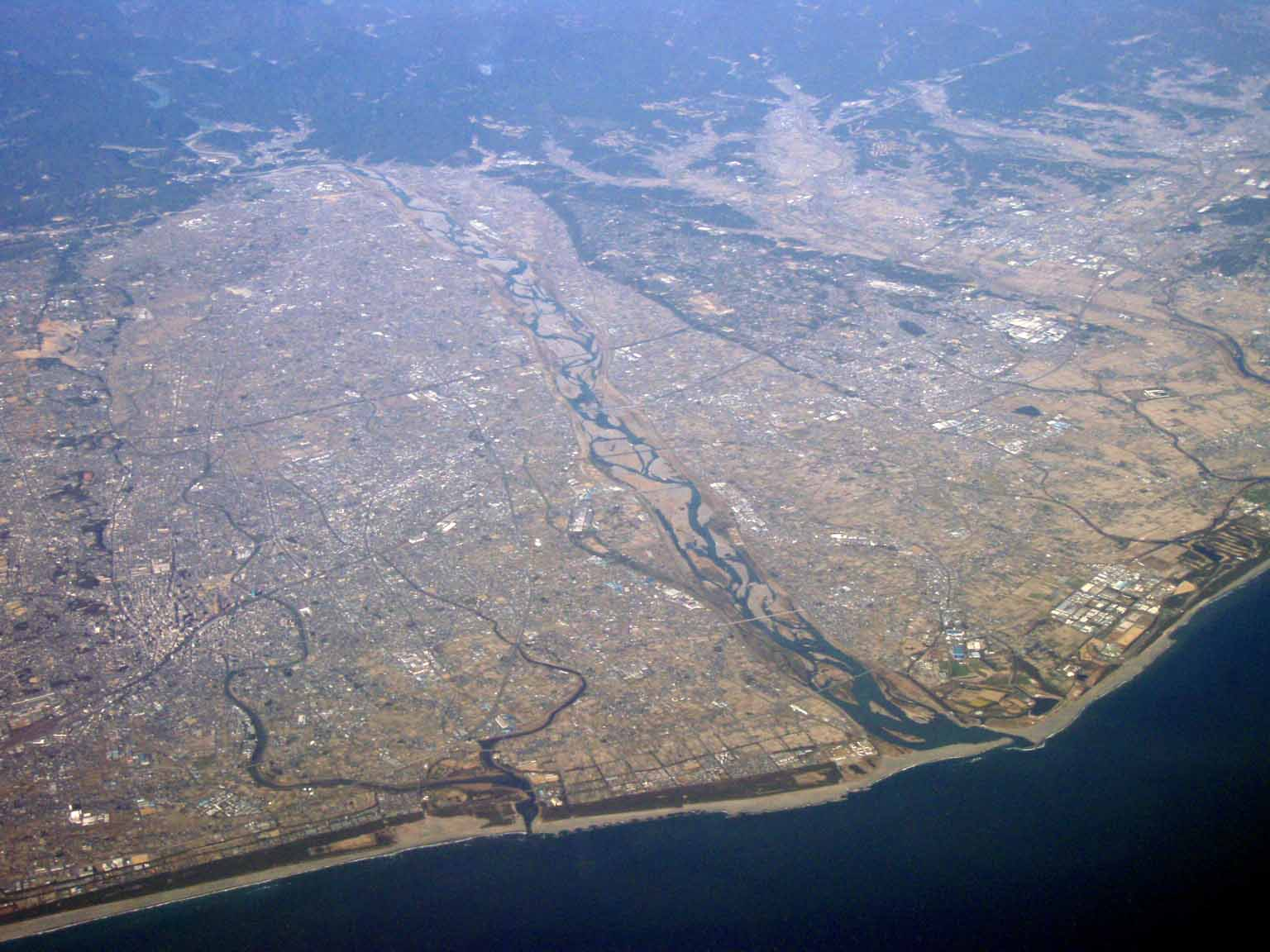
浜松平野を流れる天竜川

## 역사
- 1889년 4월 1일 - 정촌제 시행에 의해 도요다군 나카노촌이 성립하였다.
- 1896년 4월 1일 - 군 개편에 의해 하마나군으로 변경되었다.
- 1954년 3월 31일 - 하마마쓰시에 편입해, 동일 나카노마치촌은 폐지되었다.
- 2007년 4월 1일 - 하마마쓰시가 정령지정도시로 승격해, 구촌 지역은 히가시구가 되었다.
- 2024년 1월 1일 - 하마마쓰시의 행정구역 개편에 따라 히가시구는 전 지역이 주오구로 편입되었다.

## 교통

### 철도
- 하마마쓰 전철( 엔슈 철도 자회사)
  - 나카노마치선

## 참고 문헌
- 「角川日本地名大辞典」編纂委員会『角川日本地名大辞典 22 静岡県』角川書店、1982年